# Parti communiste de la Colombie-Britannique
Le Parti communiste de la Colombie-Britannique est la section provinciale du Parti communiste du Canada pour la province de la Colombie-Britannique et son chef est Timothy Gidora.
Des élections générales britanno-colombiennes de 1945 à celles de 1956, ce parti est connu sous le nom de Parti ouvrier progressiste .

## Résultats des élections
| Année d'élection                                                    | Nombre de candidats | Nombre de sièges gagnés | Nombre de votes | % du vote populaire |
| ------------------------------------------------------------------- | ------------------- | ----------------------- | --------------- | ------------------- |
| Élections en tant «Parti ouvrier progressiste»                      |                     |                         |                 |                     |
| 1945                                                                | 21                  | 0                       | 16 479          | 3,52%               |
| 1949                                                                | 2                   | 0                       | 1 660           | 0,24%               |
| 1952                                                                | 5                   | 0                       | 2 514           | 0,33%               |
| 1953                                                                | 25                  | 0                       | 7 496           | 1,03%               |
| 1956                                                                | 14                  | 0                       | 3 381           | 0,41%               |
| Élections en tant que «Parti communiste de la Colombie-Britannique» |                     |                         |                 |                     |
| 1960                                                                | 19                  | 0                       | 5 675           | 0,57%               |
| 1963                                                                | 4                   | 0                       | 849             | 0,09%               |
| 1966                                                                | 6                   | 0                       | 1 097           | 0,14%               |
| 1969                                                                | 4                   | 0                       | 482             | 0,05%               |
| 1972                                                                | 5                   | 0                       | 862             | 0,08%               |
| 1975                                                                | 13                  | 0                       | 1 441           | 0,11%               |
| 1979                                                                | 7                   | 0                       | 1 159           | 0,08%               |
| 1983                                                                | 4                   | 0                       | 837             | 0,05%               |
| 1986                                                                | 3                   | 0                       | 722             | 0,03%               |
| 1991                                                                | 3                   | 0                       | 92              | 0,01%               |
| 1996                                                                | 3                   | 0                       | 218             | 0,01%               |
| 2001                                                                | 4                   | 0                       | 381             | 0,02%               |
| 2005                                                                | 3                   | 0                       | 244             | 0,01%               |
| 2009                                                                | 3                   | 0                       | 433             | 0,03%               |
| 2013                                                                | 4                   | 0                       | 388             | 0,02%               |
| 2017                                                                | 6                   | 0                       | 802             | 0,04%               |
| 2020                                                                | 5                   | 0                       | 517             | 0,04%               |